# Musikjahr 1710
Liste der Musikjahre

◄◄ | ◄ | 1706 | 1707 | 1708 | 1709 | Musikjahr 1710 | 1711 | 1712 | 1713 | 1714 | ► | ►►

Weitere Ereignisse
Dieser Artikel behandelt das Musikjahr 1710.

## Ereignisse

### Johann Sebastian Bach
- Johann Sebastian Bach ist in Weimar als Hoforganist und Kammermusiker am Hof von Herzog Wilhelm Ernst tätig.
- 22. November: Wilhelm Friedemann Bach, der „Dresdner oder Hallesche Bach“, wird als zweites Kind von Maria Barbara Bach und Johann Sebastian Bach in Weimar geboren.
- Bach begutachtet in der Ursulakirche in Taubach die Orgel des Orgelbauers Heinrich Nicolaus Trebs.

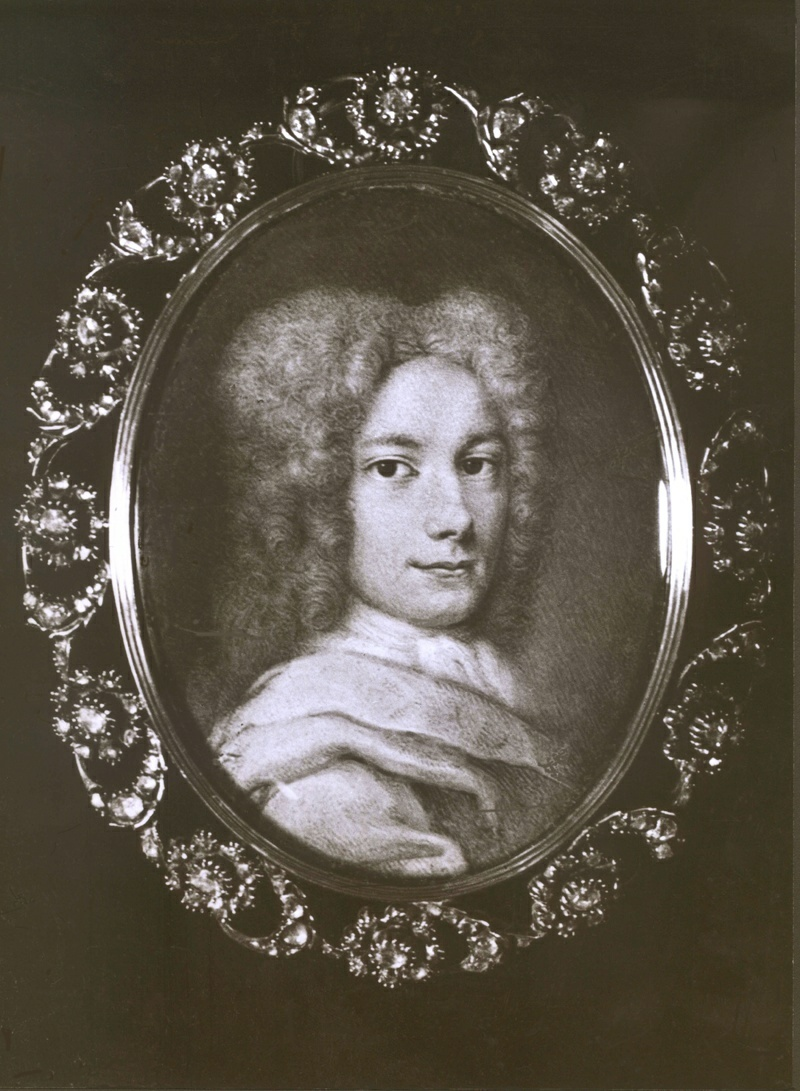
Porträt Georg Friedrich Händel. Reproduktionsfotografie der Miniatur von Christoph Platzer von ca. 1710

### Georg Friedrich Händel
- Frühjahr: Nach einer vierjährigen Studienreise durch Italien, die ihn unter anderem in die Städte Florenz, Rom, Neapel und Venedig geführt hat, reist Georg Friedrich Händel wieder Richtung Heimat.
- Händel, der 1709 als Reaktion auf die sensationelle Premiere seiner Oper Agrippina in Venedig eine Einladung an den Hof des Kurfürsten Georg Ludwig von Hannover sowie an den englischen Hof erhalten hat und der mit einem Empfehlungsschreiben für Prinz Karl von Neuburg in Innsbruck ausgestattet ist, reist zunächst nach Innsbruck.
- 09. März: Händel verlässt Innsbruck nach kurzer Zeit und reist nach Hannover weiter.
- 04. Juni: Händel erreicht Hannover (wahrscheinlich nach einem Aufenthalt in Halle) und schon wenige Tage später wird ihm dort der Posten des Kapellmeisters für jährlich 1500 Reichsthaler angeboten. Er nimmt das Angebot an, lässt sich aber zusichern, hin und wieder für längere Zeiträume vom Hof abwesend sein zu dürfen. Diese Option nutzt er bald aus: Schon gegen Ende des Jahres reist er nach London. Nach seiner Ankunft in Hannover vollendet er die Kantate Apollo e Dafne HWV 122.

### Alessandro Scarlatti
- Alessandro Scarlatti, der in Neapel als Kapellmeister der Cappella Reale tätig ist, beginnt sich mit der von ihm bis dahin vernachlässigten Instrumentalmusik zu beschäftigen. 1715 wird er die 12 Sinfonie di concerto grosso herausgeben können.
- Scarlattis Oper La principessa fedele auf das Libretto von Agostino Piovene wird in Neapel uraufgeführt.

### Domenico Scarlatti

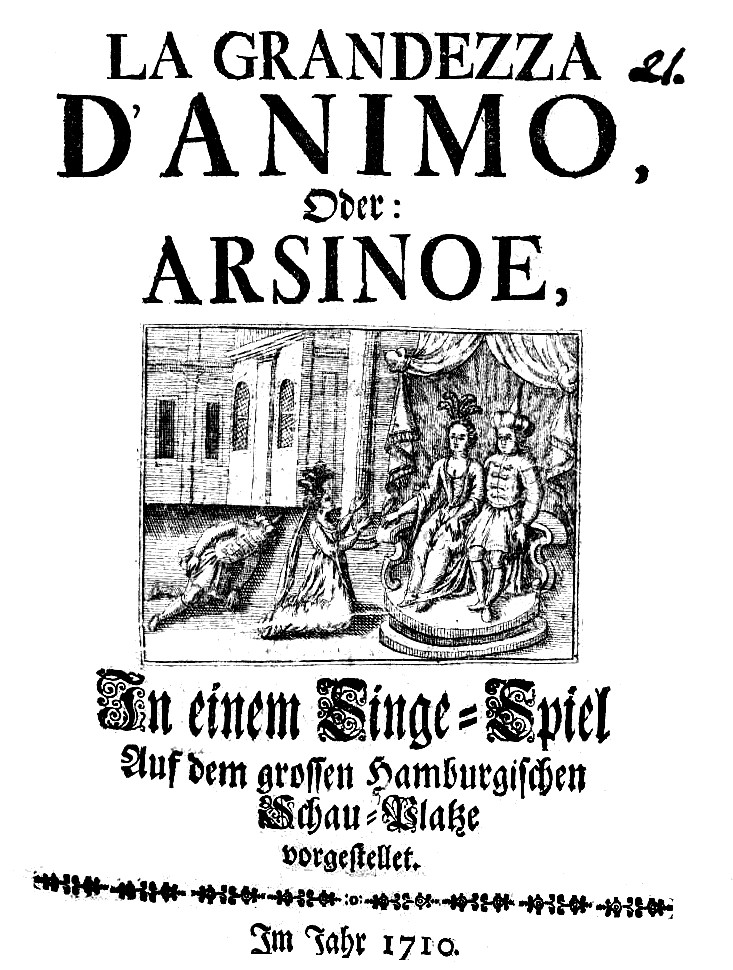
Reinhard Keiser – Arsinoe – Titelseite des Librettos

- Domenico Scarlatti ist in Rom seit 1709 bei der im Exil lebenden polnischen Königin Maria Casimira Sobieska angestellt, für deren Privatbühne er im Laufe der Jahre sechs Opern, sowie mindestens eine Kantate und ein Oratorium komponiert. Eine dieser Opern hat im Januar Uraufführung.
- 27. Januar: Domenico Scarlattis Oper La Silvia auf das Libretto von Carlo Sigismondo Capece wird in Rom uraufgeführt.

### Georg Philipp Telemann
- Georg Philipp Telemann ist seit Dezember 1708 in Eisenach als Konzertmeister und Kantor am Hof des Herzogs Johann Wilhelm beschäftigt und leitet ein von ihm gegründetes Orchester.
- Telemann komponiert in Eisenach bis ins Jahr 1712 Konzerte für verschiedene Besetzungen, Kantaten sowie Serenaden, Kirchenmusiken und „Operetten“ für festliche Anlässe. Den Text dazu verfasst er meistens selbst. Als Bariton ist er bei der Aufführung seiner eigenen Kantaten beteiligt.

### Weitere biografische Ereignisse
- Louis-Nicolas Clérambault wird Organist an der Kirche Saint-Sulpice in Paris.

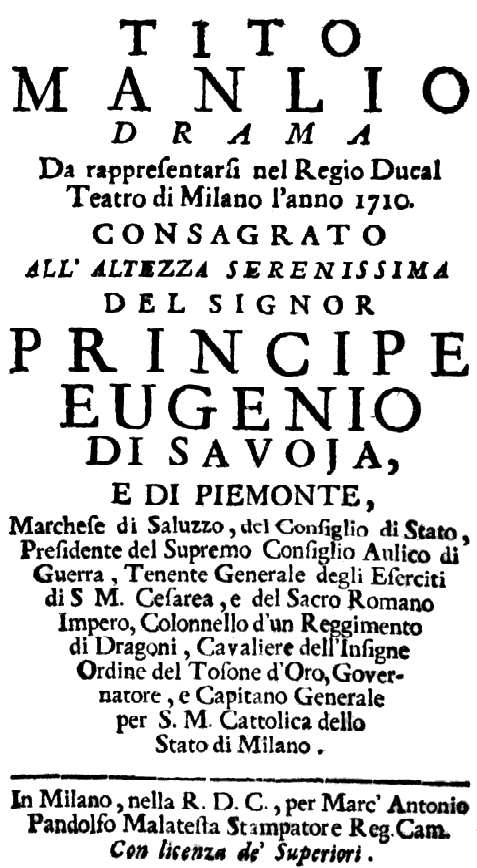
Paulo Magni – Tito Manlio – Titelseite des Librettos – Mailand 1710

- Johann Christoph Pepusch wirkt in London als Bratschist, Komponist, Theaterdirektor, Musiktheoretiker und Organist. Mit anderen gründet er die Academy of Ancient Music und die Madrigal Society und beginnt eigene Werke in Druck zu geben.
- Johann Georg Pisendel leitet in Vertretung von Melchior Hoffmann das Collegium musicum in Leipzig.
- Arp Schnitger jun. (1686–1712), der Sohn von Arp Schnitger, stellt die Orgel in Weener auf und lernt dort seine zukünftige Frau kennen.
- Gottfried Silbermann kehrt als Meister nach Dresden zurück, da er seinem Bruder Andreas Silbermann versprochen hat, sich nicht auch im Elsass als Orgelbauer selbständig zu machen. Auf seiner Reise lernt ihn in Leipzig der Thomaskantor Johann Kuhnau kennen, der von seinen theoretischen Kenntnissen begeistert ist und einflussreicher Fürsprecher des jungen Orgelbauers wird. Gottfrieds Bewerbung für den Orgelneubau in der Leipziger Paulinerkirche bleibt erfolglos.

### Gründungen
- In London wird die Academy of Ancient Music und die Madrigal Society gegründet, die sich der Erforschung und Aufführung der Musik vergangener Epochen, insbesondere des Elisabethanischen Zeitalters, widmet.

### Uraufführungen

#### Bühnenwerke

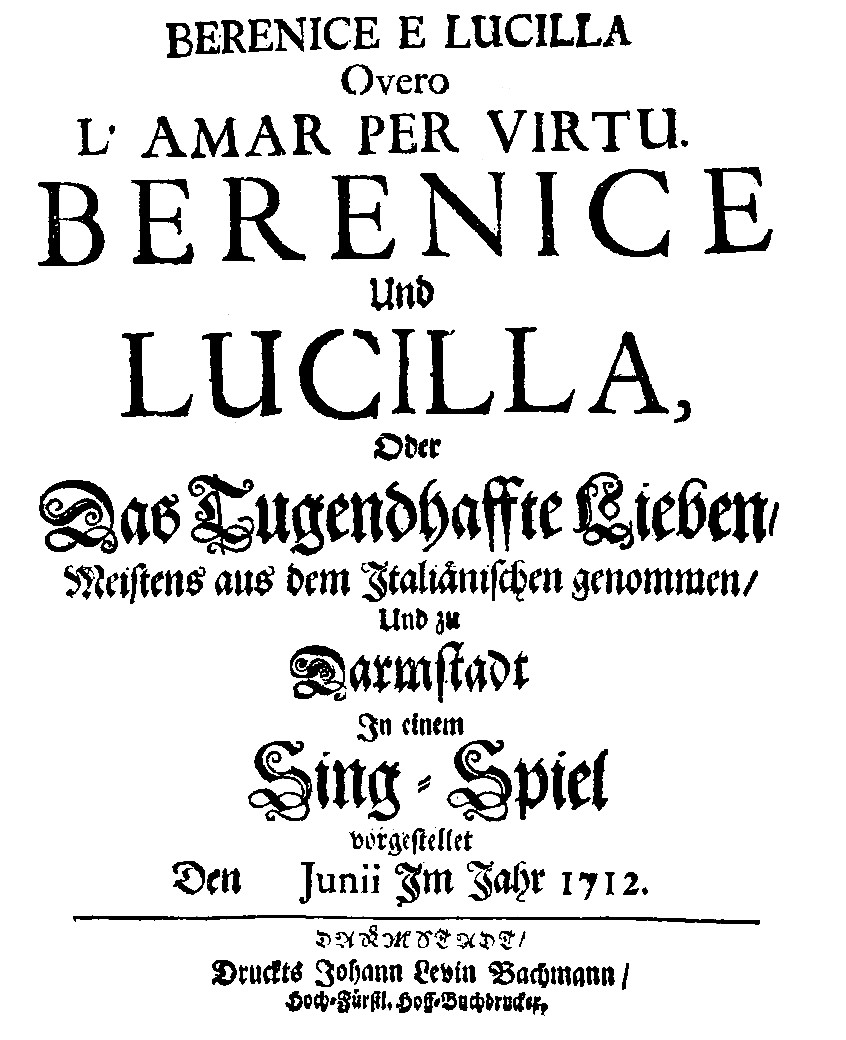
Christoph Graupner – Berenice und Lucilla – Titelseite des Librettos

##### Oper
- 14. Januar: Die Schauspielmusik The Alchemist von Georg Friedrich Händel für die Wiederaufführung des gleichnamigen Stücks von Ben Jonson hat Uraufführung am Londoner Queen’s Theatre.
- 16. Februar: Die Uraufführung der Oper Caio Gracco von Giovanni Bononcini auf ein Libretto von Silvio Stampiglia findet an der Hofburg in Wien statt.
- 04. März: Die Oper Berenice und Lucilla, oder Das tugendhafte Lieben von Christoph Graupner auf das Libretto von Osiander nach einer italienischen Vorlage von Aurelio Aureli hat ihre Uraufführung in Darmstadt. Graupners Arbeitgeber, Landgraf Ernst Ludwig von Hessen-Darmstadt, hat eine Arie zu dem Stück beigetragen.
- 26. Juli: Die Uraufführung des Schäferspiels Der Morgen des Europäischen Glückes oder Aurora von Reinhard Keiser findet anlässlich des Geburtstags Kaiser Josephs am Theater am Gänsemarkt in Hamburg statt. Im gleichen Jahr und am gleichen Ort werden auch Keisers Singspiele La grandezza d’animo oder Arsinoe und Le bon Vivant oder Die Leipziger Messe sowie die Singspiele Der durch den Fall des großen Pompejus erhöhete Julius Caesar und Der hochmütige, gestürzte und wieder erhabene Croesus uraufgeführt.
- Die Serenata Il nascimento dell’Aurora von Tomaso Albinoni wird um das Jahr 1710 in Wien uraufgeführt.
- Von Floriano Arresti werden drei Opern erstmals aufgeführt:
  - L’enigma disciolto auf das Libretto von G. B. Neri im Teatro Formagliari in Bologna
  - Con l’inganno si vince l’inganno im Teatro Angelelli in Bologna
  - Crisippo auf das Libretto von G. Braccioli im Teatro Bonaccossi in Ferrara
- Antonio Maria Bononcini – Tigrane, re d’Armenia
- André Campra – Les fêtes vénitiennes (Opéra-ballet)
- Von Pietro Paolo Laurenti werden zwei Bühnenwerke uraufgeführt:
  - Li diporti d’amore in villa auf das Libretto von Antonio Maria Monti in Bologna
  - Sabella mrosa d’Truvlin in Bologna
- Von Antonio Lotti haben drei Opern Uraufführung:
  - Il comando non inteso et ubbidito auf das Libretto von Francesco Silvani in Venedig
  - La ninfa Apollo auf das Libretto von Francesco de Lemene in Venedig (zusammen mit Francesco Gasparini)
  - Isacio tiranno auf das Libretto von Francesco Briani in Venedig
- Johann Mattheson – Boris Goudenow, oder Der durch Verschlagenheit erlangte Thron in Hamburg
- Alessandro Scarlatti – La principessa fedele
- Domenico Scarlatti – La Silvia (Musik verschollen)

##### Oratorium
- Von Floriano Arresti werden zwei Oratorien uraufgeführt:
  - Zoe e Nicostrato convertiti da s. Sebastiano martire auf das Libretto von G. B. Taroni in Bologna
  - Il zelo trionfante di s. Filippo Neri nella conversione dell’anime traviate in Bologna
- Pietro Paolo Laurenti – San Sebastiano

##### Weitere Bühnenwerke
- Benedetto Marcello
  - Serenata La morte d’Adone (Uraufführung Venedig, 1710 oder 1729)
  - Serenata La gara amorosa (Uraufführung Venedig, ca. 1710–1712)

### Instrumentalmusik
- Johann Christian Schickhardt
  - Sechs Sonaten für Altblockflöte, zwei Oboen oder Violinen, Viola da gamba und Basso continuo, op. 5 (eine davon gewidmet Sophie Amalie, Herzogin von Braunschweig-Lüneburg)
  - Sechs Sonaten für Violine oder Oboe und Basso continuo, op. 8 (gewidmet dem König von Dänemark, Frederik IV.)

### Tastenmusik
- Johann Sebastian Bach
  - Fuge C-Dur über ein Thema von Tomaso Albinoni (BWV 946), um 1710
  - Fuge h-Moll (BWV 951a)
  - Toccata D-Dur (BWV 912a)
  - Toccata e-moll (BWV 914)
  - Toccata g-moll (BWV 915)
- Louis-Nicolas Clérambault – Premier livre d’orgue contenant deux suites

### Vokalmusik

#### Geistlich
- Philipp Heinrich Erlebach – Harmonische Freude musikalischer Freunde, Band 2, Nürnberg

#### Weltlich
- Louis-Nicolas Clérambault – Premier livre de cantates (Erstes Kantatenbuch) mit den Werken:
  - L′Amour piqué par une abeille für Sopran und Generalbass,
  - Le jaloux für Haute-contre, Violine und Generalbass,
  - Orphée für Sopran, Violine, Flöte und Generalbass,
  - Poliphême für Bass, Violine, Flöte und Generalbass,
  - Médée für Sopran, Violine, Flöte und Generalbass
  - L′Amour et Bacchus für Sopran, Bass und Generalbass

### Publikationen
- John Payne Collier (Herausgeber), A Book of Roxburghe Ballads (enthält 1341 Balladen, darunter „Fare Thee Well“)

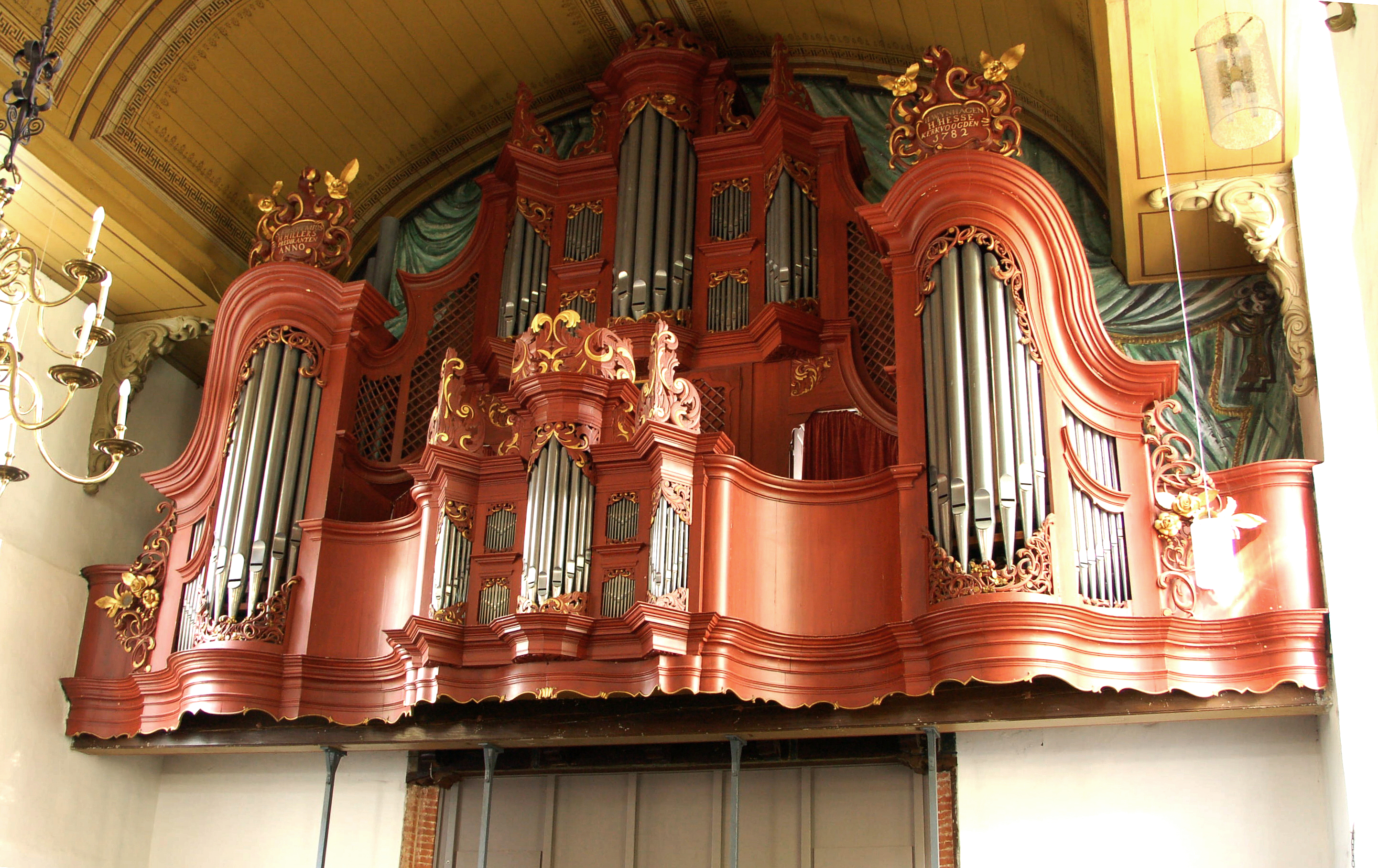
Orgel in der Evangelisch-reformierten Kirche in Weener

### Instrumentenbau
- Antonio Stradivari baut die heute unter den Namen Duc de Camposelice, „Leslie, Tate“, Lord Dunn Raven, Dancla-Milstein, Roederer, Vieuxtemps und King George bekannten Violinen sowie die Violoncelli Baron Rothschild und Gore-Booth. Auch die Mandoline Mandolino coristo mit ihren acht Saiten wird im Zeitraum 1700–1710 gebaut.
- Arp Schnitger
  - stellt die Orgel in der Evangelisch-reformierten Kirche in Weener fertig
  - beginnt mit dem Bau der Orgel in der Alten Kirche in Pellworm
  - beginnt mit dem Bau der Orgel in der Martinikerk in Sneek
- Gottfried Silbermann beginnt mit dem Bau der großen Orgel im Freiberger Dom in Freiberg.

## Geboren

### Geburtsdatum gesichert
- 04. Januar: Giovanni Battista Pergolesi, italienischer Komponist († 1736)
- 07. Januar: Josef Antonín Sehling, böhmischer Komponist († 1756)
- 24. Januar: Karl Joseph Riepp, deutscher Orgelbauer († 1775)
- 12. März: Thomas Arne, britischer Komponist († 1778)
- 27. März: Joseph Marie Clemens dall’ Abaco, italienischer Musiker und Komponist († 1805)
- 01. April: Johann Georg Clement, deutscher Kirchenmusiker und Komponist († 1794)
- 12. April: Gaetano Majorano, Künstlername Caffarelli, italienischer Sopran-Kastrat († 1783)
- 30. Juli: Ignaz Franz Wörle, altösterreichischer Orgelbauer († 1778)
- 14. Oktober: Simpert Niggel, Füssener Geigenbauer († 1785)
- 07. November: Michelangelo Vella, maltesischer Komponist, Organist und Musikpädagoge († 1792)
- 13. November: Charles Simon Favart, französischer Opern- und Komödiendichter († 1792)
- 20. November: Johann Georg Röllig, deutscher Komponist und Kapellmeister († 1790)
- 22. November: Wilhelm Friedemann Bach, deutscher Komponist († 1784)

### Genaues Geburtsdatum unbekannt
- Yang Chaoguan, chinesischer Politiker und Opernautor († 1788)
- Philipp Wilhelm Grüneberg, deutscher Orgelbauer († 1777)
- Anton Preysinger, österreichischer Orgelbauer und Stadtrichter († 1751)

### Geboren vor 1710
- Johann Daniel Pucklitz, deutscher Komponist († 1774)

### Geboren um 1710
- Rosa Bavarese, bayerische kurfürstliche Kammersängerin († 1755)
- Francesca Bertolli, italienische Opernsängerin († 1767)
- Nicola Conti, neapolitanischer Komponist († 1754)
- Giovanni Battista Ferrandini, italienischer Komponist († 1791)
- Anna Girò, italienische Mezzosopranistin († nach 1748)
- Anton Joseph Hampel, deutscher Hornist und Komponist († 1771)
- Johann Theodor Keyßner, deutscher Komponist, Violinist und Kapellmeister († 1781)
- Liborius Müller, deutscher Orgelbauer († 1753)

## Gestorben

### Todesdatum gesichert

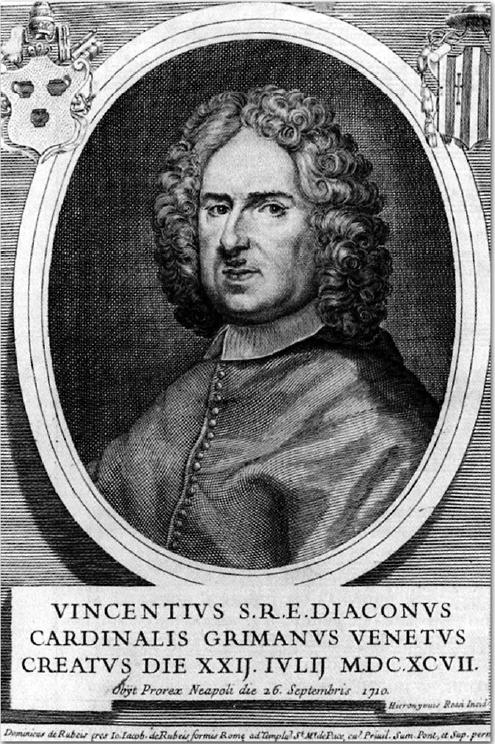
Vincenzo Grimani; † 26. September

- 16. Februar: Christoph Herthum, Organist (* 1641)
- 00. März: Johann Georg Reuschel, deutscher evangelischer Kantor, Schullehrer und Komponist (* 1636)
- 10. Mai: Georg Dietrich Leyding, deutscher Komponist und Organist (* 1664)
- 14. Juni: Johann Friedrich Alberti, deutscher Organist und Komponist (* 1642)
- 09. August: Gabriel Schütz, deutscher Gambist, Zinkenist und Komponist (* 1633)
- 26. September: Vincenzo Grimani, italienischer Kardinal, Diplomat und Opernlibrettist (* 1655)

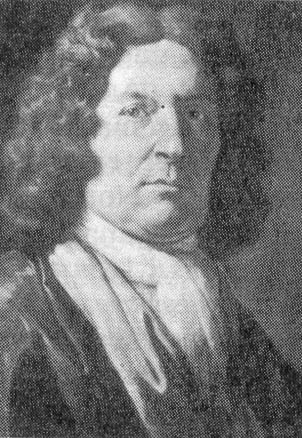
Bernardo Pasquini; † 22. November

- 22. November: Bernardo Pasquini, italienischer Organist, Cembalist, Kapellmeister und Komponist (* 1637)
- 02. Dezember: Ferdinand Ignaz Hinterleithner, österreichischer Lautenist und Komponist (* 1659)

### Genaues Todesdatum unbekannt
- Marcus Meibom, dänischer Altphilologe, Musiktheoretiker, Mathematiker, Antiquar und Bibliothekar (* um 1630)
- Wassili Titow, russischer Komponist (* um 1650)

### Gestorben um 1710
- Camilla de Rossi, italienische Komponistin (* um 1670)
- Gaspar Sanz, spanischer Komponist und Gitarrist (* 1640)

### Gestorben nach 1710
- Francesco Acciarelli, italienischer Komponist und Organist (* vor 1692)
- Remigio Cesti, italienischer Organist und Komponist (* um 1630)